# البطولة الوطنية التونسية 1987–88
الدوري التونسي لكرة القدم 1987-1988 هو الموسم رقم 33 من الرابطة التونسية المحترفة الأولى لكرة القدم. أفضل 16 ناديا تونسيا يلعبون فيما بينهم ذهابا وإيابا.

فاز بهذا الموسم الترجي الرياضي التونسي، وجاء ثانيا النادي الأولمبي للنقل وثالثا النادي الأفريقي.

## النتائج
| عام       | الأول          | الثاني         |
| --------- | -------------- | -------------- |
| 1987/1988 | الترجي التونسي | الأولمبي للنقل |